# フライング・スコッツマン
フライング・スコッツマン（英語: Flying Scotsman）は、イギリスのロンドンとエディンバラを結ぶ急行列車の愛称である。その名の通り「空飛ぶスコットランド人」という意味である。
また、蒸気機関車でフライング・スコッツマンの名前をつけられた車両（LNER A3形4472号機）が存在する。

## 歴史

### 誕生
鉄道開通以前の19世紀前半当時、首都ロンドンとスコットランドの古都エディンバラの間は、当時の主力な交通手段である駅馬車によって結ばれていた。エディンバラ行きの駅馬車は「空飛ぶ馬車（Flying Coach）」と呼ばれ、約600kmの道のりを2日かけて走っていた。しかし当時は舗装されていない道が多く、乗り心地は悪かったと言われている。
1850年、ブリテン島東海岸に沿ってロンドン・エディンバラ間がグレート・ノーザン鉄道（Great Northern Railways、GNR）とノース・イースタン鉄道（North Earstern Railways、NER）により結ばれた。1852年にはロンドンのキングス・クロス駅が完成した。1862年、ロンドン・エディンバラ間を急行列車が結ぶこととなり、この列車が「フライング・スコッツマン」と称されることとなった。エディンバラ行きの列車は午前10時にキングス・クロスを出発し、10時間半後の午後8時35分にエディンバラに到着した。
列車は途中、ヨーク（午後2時半）、ニューカッスル（午後5時55分）などの駅に停車した。当初は食堂車はおろかトイレすら設置されておらず、駅に着くたびに乗客が食堂やトイレに走った（そのための停車時間も用意されていた）。用を足していたり料理を待っている間に列車の発車ベルが鳴り、乗り遅れることもあったと言われる。
当時のイギリスの優等列車には1等車と2等車しか設置されておらず、3等車は速度の遅い列車にしかなかった。1872年ごろから他の鉄道会社との間でサービス競争が始まったが、このフライング・スコッツマンだけは例外だった。3等車が連結されたのは1887年11月になってからだった。20世紀が始まる頃にはトイレや食堂車など車内サービスも充実していった。
ロンドンとエディンバラを走る線路のうち、イースト・コースト本線の所要時間は並行する鉄道会社とのサービス競争の中で短縮され、1888年には初めて7時間27分で結ぶことに成功した（のち、安全確保のため延長される）。

### 4大私鉄時代

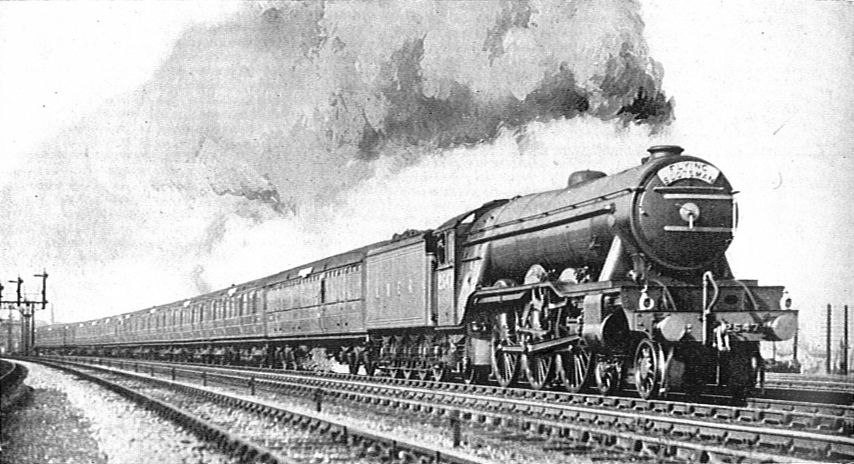
2547号機牽引の「フライング・スコッツマン」（1928年）

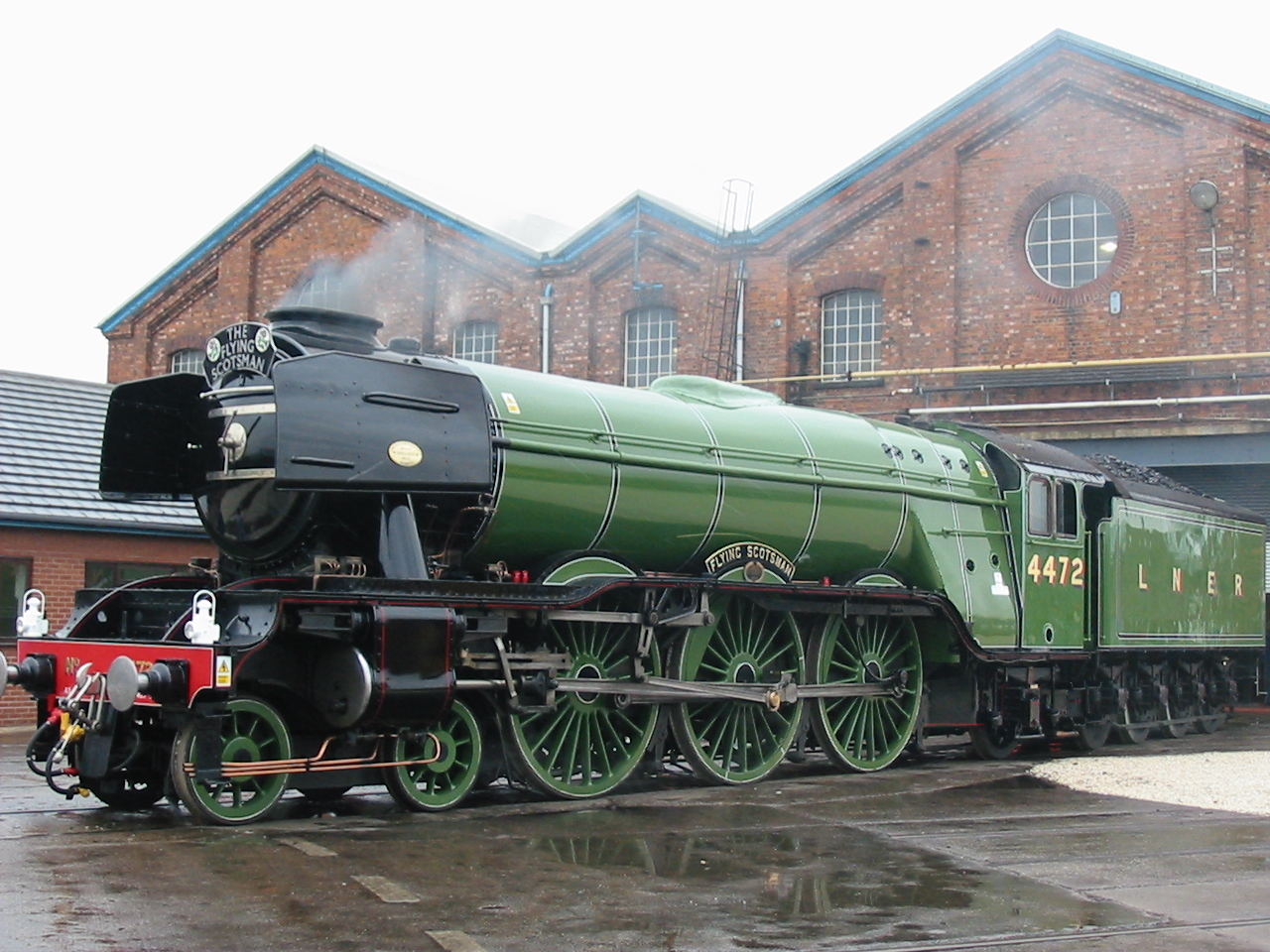
A3形4472号機「フライング・スコッツマン」（2003年）

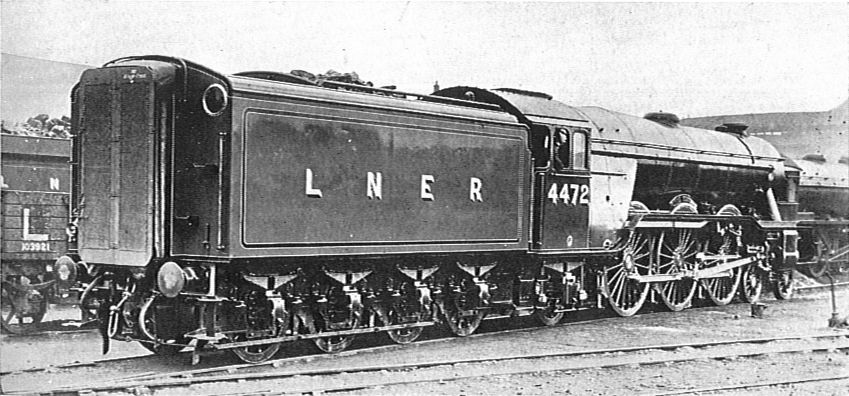
コリドー・テンダーの後部。進行方向右側に通路、妻面に通路の明り取り窓と貫通幌がある。1928年撮影

1923年、イギリスの数多の鉄道会社は4大私鉄に統合され、東海岸の鉄道会社はロンドン・アンド・ノース・イースタン鉄道（LNER）となった。A1形蒸気機関車の1両である4472号機に「フライング・スコッツマン」の車両愛称も付与された。
1920年代終盤、LNERはフライング・スコッツマンのロンドン - エディンバラ間ノンストップ運転を計画した。ノンストップ運転は営業面では必ずしも得策とは言えなかったが、ライバル鉄道、特に西海岸本線を持つロンドン・ミッドランド・アンド・スコティッシュ鉄道(LMS)の看板列車「ロイヤル・スコット」との競争があり、LNERの威信を示すものとして必要とされていた。
長距離無停車運転の技術的な問題として、機関車への給水と乗務員の交代の二点があるが、給水に関しては線路の間に水路を設置し、機関車から走行中に「吸水」する方法が従来より採用されていた。残る乗務員の交代に関しては、コリドー・テンダーと呼ばれる、客車から運転室までの通路付きの炭水車を導入することで解決した。コリドー・テンダーは10両が製造され、A1形およびA3形から指定された機関車に装備された。1948年以降は全車がA4形に連結された。
1928年5月1日、フライング・スコッツマンのロンドン - エディンバラ間のノンストップ運転が開始され、ロンドン発の一番列車は4472号機が牽引した。当時のフライング・スコッツマンの客車にはカクテルバー、映写室、化粧室などが設置され、最先端のサービスが提供されていた。なお、ノンストップ運転は毎年夏期のみの運行であった。
1935年に導入されたA4形の増備が進むと、A3形は次第にフライング・スコッツマンの牽引から退いて行った。

フライング・スコッツマンは第二次世界大戦中、ドイツの爆撃機やV-1・V-2が飛来する最中でも、キングス・クロスを午前10時に出発し続けた。

### 国鉄時代

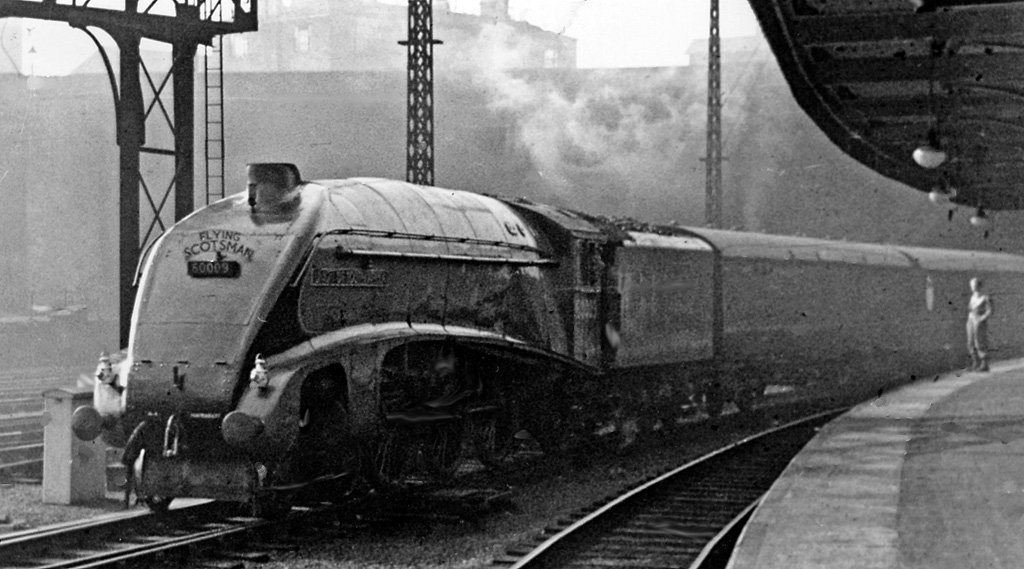
A4形60009号機牽引の「フライング・スコッツマン」（1948年）

第二次世界大戦後の1947年、イギリスの鉄道は国有化されイギリス国鉄が発足した。1950年代に入るとディーゼル機関車の導入で蒸気機関車は淘汰され、1958年には40形が牽引機に充当された。1963年には55形「デルティック」が牽引機となり、さらに1978年からはHST（インターシティー125、43形機関車+マーク3客車）が投入されて、最高速度200km/h運転となる。
1990年に東海岸本線の全線電化が完成してからは、インターシティー225（91形電気機関車+マーク4客車）に置き換わった。車両は最高速度225km/hとなったが、東海岸本線の信号システムの関係で運転速度は200km/hに据え置かれている。

### 民営化後

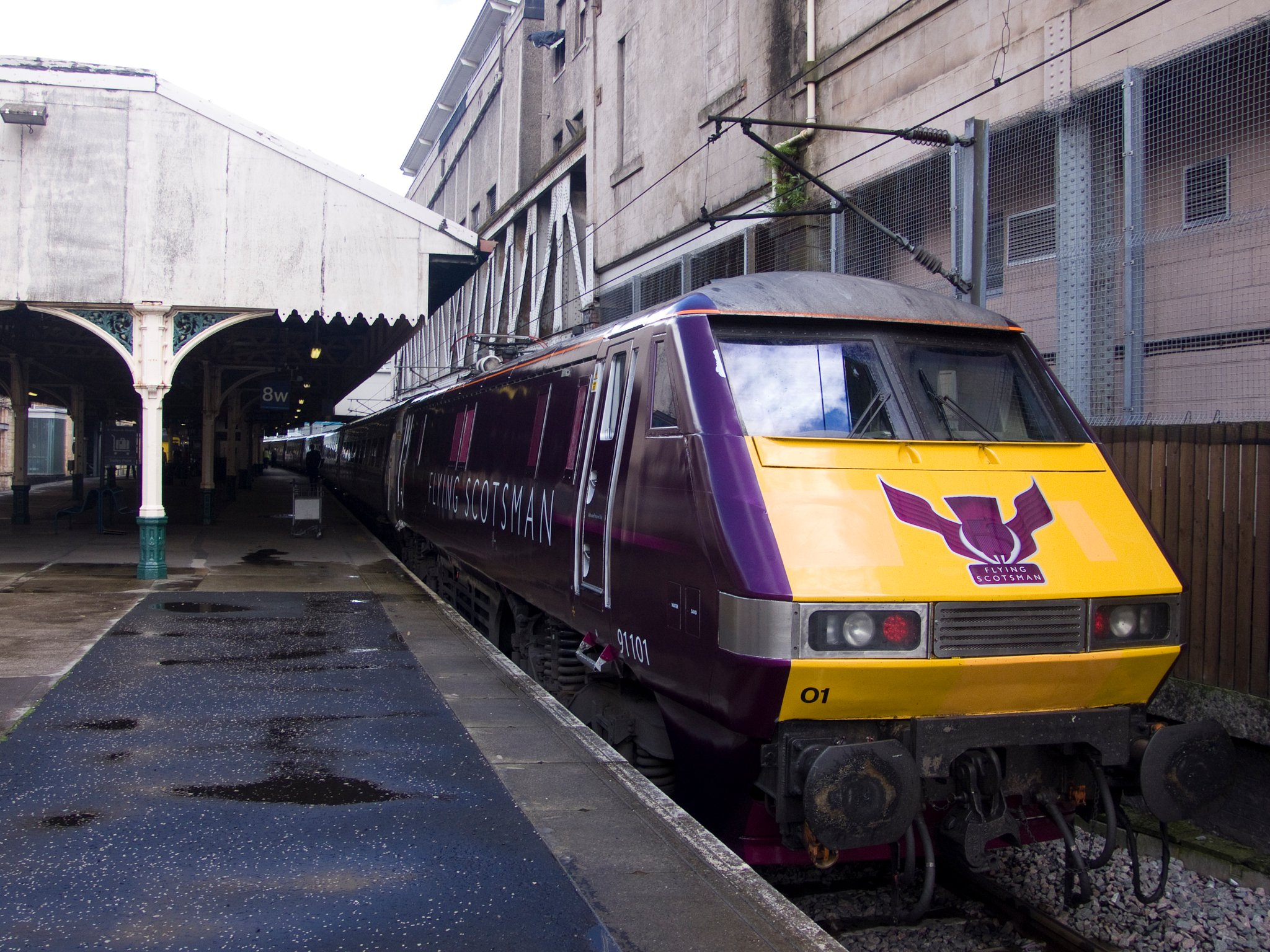
フライング・スコッツマン塗装の91形機関車（2011年5月）

1994年のイギリス国鉄民営化に伴い、「フライング・スコッツマン」の運行は東海岸本線の長距離都市間列車を担当する列車運行会社に継承された。民営化後伝統のキングズクロス午前10時発、エディンバラ午後1時発の列車として運行されていた。車両はインターシティー225の編成が使用され、イギリス鉄道801形に置き換えられるまでロンドン・エディンバラ間を4時間半で結んでいた。
民営化直後からはグレート・ノース・イースタン・レールウェイ（GNER）が運行し、車両に「The Route of the Flying Scotsman」の文字を記して運用していた。2007年12月9日からは営業権がナショナル・エクスプレスグループのナショナル・エクスプレス・イースト・コースト社（NXEC）に、2009年11月14日以降はイースト・コースト社に移行し、2015年3月からはヴァージングループのヴァージン・トレインズ・イースト・コーストによる運行、2018年からはロンドン・ノース・イースタン・レールウェイによる運行となっている。
2011年5月23日から、エディンバラ5:40発ロンドン行きの片方のみの運行ではあるが、これにより所要時間は4時間に短縮された。フライング・スコッツマンと名付けられる列車は左記の南行きのみであり、北行の同区間最速列車は4時間19分掛かる。
2019年8月1日より、日立製イギリス鉄道801形若しくは800形による運行に切り替えられた。

## その他
- この列車を舞台とした映画が1929年に制作された。（en:The Flying Scotsman (1929 film)）
- 日本の東武東上線に戦後走った特急「フライング東上」号は、この列車にあやかって付けられた名称である。